# Yokomichi Yonosuke
Yokomichi Yonosuke (横道世之介) é um filme de drama produzido no Japão e lançado em 2013.